# Зона сумрака (албум)
Зона сумрака је други албум загребачке групе Филм. Изашао је 1982. године у издању Југотона.

## О албуму
Албум је сниман од фебруара до марта 1982 у студијима Филм и Р4 телевизије Загреб. Дизајн омота као и продукцију је урадио Иван Пико Станчић. Албум је добио по истоименој америчкој серији.
Испоставило се да је Филм направио уобичајену грешку другог албума, и копирао важне музичке теме и снажне ритмове са првог албума, који је на крају звучао добро, али је већ био помало истрошен. Материјалу је недостајао један велики хит који би имао довољно јак комерцијални потенцијал. Између осталих песама, Стублић је причао приче са својих журки са "20.000 миља изнад мора", "Бели прах" и "Крвариш око поноћи" у којима су главне теме секс, дрога и рокенрол. Међутим, стихови ових истинитих догађаја нису довољно уклопљени у рок мелодију, па Стублић понекад делује помало изгубљено.
Највећи хит са овог албума је насловна нумера.

## Списак песама
| №   | Назив                  | Трајање |  |
| 1.  | Зона сумрака           | 3:13    |  |
| 2.  | Пљачка стољећа         | 2:45    |  |
| 3.  | Загреб је хладан град  | 4:02    |  |
| 4.  | 20.000 миља изнад мора | 4:32    |  |
| 5.  | James Bond 007         | 4:55    |  |
| 6.  | Bizz                   | 3:12    |  |
| 7.  | Бели прах              | 2:52    |  |
| 8.  | Тајни тата             | 3:33    |  |
| 9.  | Крвариш око поноћи     | 3:06    |  |
| 10. | España                 | 3:03    |  |
| 11. | Докажи                 | 2:58    |  |

## Занимљивости
- Албум садржи депресиван материјал који је инспирисан тадашњим рестрикцијама струје.[3]
- Продат је у 50.000 хиљада примерака, што и није тако лоше с обзиром на лоше критике.
- Албум није добро прошао код њихових фанова који су много очекивали од новог материјала. Не садржи ниједну веселу и оптимистичну композицију, какву садржи њихов првенац.
- Песма „Докажи” бави се шпијунирањем „спољашњих и унутрашњих” елемената којима је Стублић желео да опише ситуацију у бившој Југославији као затворени систем.
- За насловну нумеру, снимљена су три верзије спотова[4][5][6].